# Karl Pschorn
Karl Pschorn (* 17. Juli 1885 in Waidhofen an der Ybbs, Österreich-Ungarn; † 30. Mai 1945 in Wien) war ein österreichischer Mundartdichter mit nationalsozialistischer Einstellung.

## Leben und Wirken
Der Bürgerschullehrer verfasste Volksstücke und gefühlstiefe Lyrik in der Mundart des niederösterreichischen Mostviertels, machte sich aber auch als Prosadichter einen Namen.
1913 gründete er den „Reichsbund deutscher Mundartdichter“, dem er 1915 bis 1924 und ab 1931 vorstand. Laut Satzung betrieb dieser „kulturelle Mitarbeit im völkischen Sinne durch die Pflege deutschen Geistesgutes“. Zum 7. Juli 1932 trat er der NSDAP bei (Mitgliedsnummer 1.087.113), ab 1939 war er, obwohl seit 1936 pensioniert, Mitglied im NS-Lehrerbund.
Pschorn befürwortete 1938 den „Anschluss“ Österreichs an das Deutsche Reich. Er schrieb dazu das Gedicht D’Bruck is baut. Unter seiner Leitung wurde im Juli 1941 in Wien eine in das »Reichswerk Buch und Volk« der Reichsschrifttumskammer eingegliederte Anzengruber-Gesellschaft gegründet, deren Ziel „die Pflege und Förderung der bodenständigen und der deutschen Mundartdichtung“ war; diese wurde nach dem Zweiten Weltkrieg in den Verein Mundartfreunde Österreichs umgewandelt.
1944 erhielt er auf Vorschlag der Reichskulturkammer das „Kriegsverdienstkreuz II. Klasse“. Es wurde ihm anlässlich seiner in Gloggnitz gehaltenen 800. Lesung aus eigenen Werken überreicht. Nach dem Kriegsende wurde er zum Arbeitseinsatz verpflichtet, starb aber bereits Ende Mai 1945. Er wurde am Ottakringer Friedhof beigesetzt.

## Ehrungen

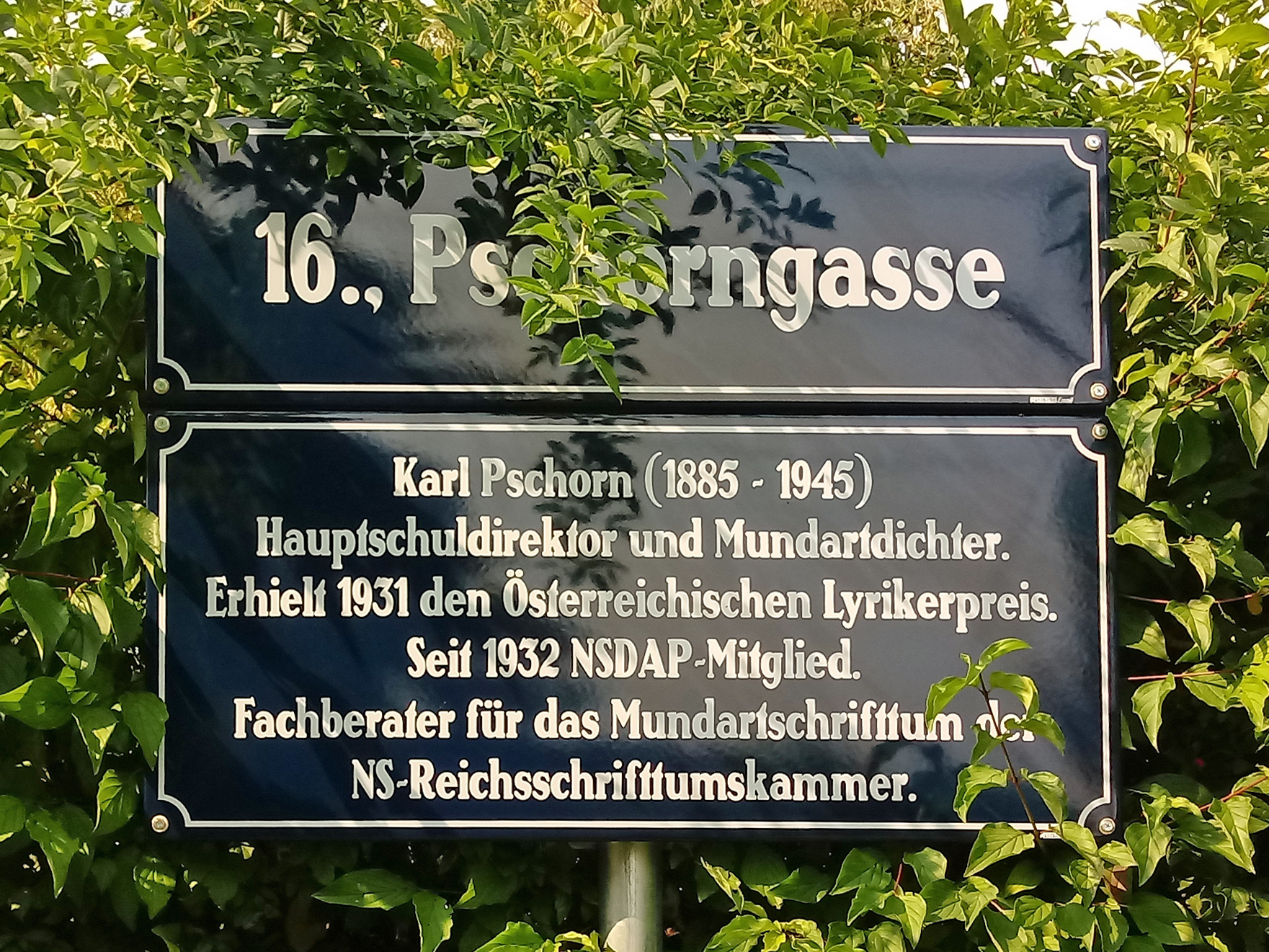
Straßenschild Pschorngasse mit Erklärtafel (2019)

1971 wurde in Wien-Ottakring die bis dahin nicht offiziell benannte Gasse Auf der Schottenwiese als Pschorngasse benannt. Das digitale Kunstprojekt des Gedenkens schlug im April 2015 erstmals eine Umbenennung in Adele-Jellinek-Gasse vor. Die Grünen haben auf Grund des 2013 erschienenen Straßennamenberichts die Umbenennung in Adele-Jellinek-Gasse beantragt.